# 初星学園×アニメイト コラボCD「古今東西ちょちょいのちょい」
初星学園×アニメイト コラボCD「古今東西ちょちょいのちょい」（はつぼしがくえん × あにめいと こらぼCD「ここんとうざいちょちょいのちょい」）は、2024年10月30日にアニメイト店舗・通販限定でリリースされたキャラクターソングCDシリーズ。

## 概要
「学園アイドルマスター」のキャラクターソングCDシリーズ第3弾。アニメイトとのコラボ企画「学園アイドルマスター 47都道府県制覇！アニメイト全国行脚！」の開催に合わせてリリースされるオリジナル楽曲。全6形態で展開され、カップリングとして地方ごとに一部の歌詞を変えたバージョンを収録する。販売元はASOBINOTES。

## 「北海道+東北地方盤」
収録曲
1. 古今東西ちょちょいのちょい [花海咲季・月村手毬・藤田ことね ver.]
歌：花海咲季（長月あおい）、月村手毬（小鹿なお）、藤田ことね（飯田ヒカル）
作詞・作曲・編曲：大澤めい（Bandai Namco Studios Inc.）
2. 古今東西ちょちょいのちょい [北海道ver.]
歌：藤田ことね（飯田ヒカル） feat.紫雲清夏（湊みや）
3. 古今東西ちょちょいのちょい [青森県ver.]
歌：姫崎莉波（薄井友里） feat.月村手毬（小鹿なお）
4. 古今東西ちょちょいのちょい [岩手県ver.]
歌：花海咲季（長月あおい） feat.葛城リーリヤ（花岩香奈）
5. 古今東西ちょちょいのちょい [宮城県ver.]
歌：紫雲清夏（湊みや） feat.葛城リーリヤ（花岩香奈）
6. 古今東西ちょちょいのちょい [秋田県ver.]
歌：有村麻央（七瀬つむぎ） feat.姫崎莉波（薄井友里）
7. 古今東西ちょちょいのちょい [山形県ver.]
歌：篠澤広（川村玲奈） feat.倉本千奈（伊藤舞音）
8. 古今東西ちょちょいのちょい [福島県ver.]
歌：月村手毬（小鹿なお） feat.姫崎莉波（薄井友里）
9. 古今東西ちょちょいのちょい [Instrumental]

## 「関東地方盤」
収録曲
1. 古今東西ちょちょいのちょい [花海咲季・月村手毬・藤田ことね ver.]
2. 古今東西ちょちょいのちょい [東京都ver.]
歌：有村麻央（七瀬つむぎ） feat.篠澤広（川村玲奈）
3. 古今東西ちょちょいのちょい [茨城県ver.]
歌：葛城リーリヤ（花岩香奈） feat.姫崎莉波（薄井友里）
4. 古今東西ちょちょいのちょい [栃木県ver.]
歌：紫雲清夏（湊みや） feat.有村麻央（七瀬つむぎ）
5. 古今東西ちょちょいのちょい [群馬県ver.]
歌：倉本千奈（伊藤舞音） feat.月村手毬（小鹿なお）
6. 古今東西ちょちょいのちょい [埼玉県ver.]
歌：月村手毬（小鹿なお） feat.藤田ことね（飯田ヒカル）
7. 古今東西ちょちょいのちょい [千葉県ver.]
歌：花海咲季（長月あおい） feat.藤田ことね（飯田ヒカル）
8. 古今東西ちょちょいのちょい [神奈川県ver.]
歌：姫崎莉波（薄井友里） feat.有村麻央（七瀬つむぎ）
9. 古今東西ちょちょいのちょい [Instrumental]

## 「中部地方盤」
収録曲
1. 古今東西ちょちょいのちょい [花海咲季・月村手毬・藤田ことね ver.]
2. 古今東西ちょちょいのちょい [新潟県ver.]
歌：月村手毬（小鹿なお） feat.葛城リーリヤ（花岩香奈）
3. 古今東西ちょちょいのちょい [富山県ver.]
歌：紫雲清夏（湊みや） feat.藤田ことね（飯田ヒカル）
4. 古今東西ちょちょいのちょい [石川県ver.]
歌：藤田ことね（飯田ヒカル） feat.月村手毬（小鹿なお）
5. 古今東西ちょちょいのちょい [福井県ver.]
歌：姫崎莉波（薄井友里） feat.倉本千奈（伊藤舞音）
6. 古今東西ちょちょいのちょい [山梨県ver.]
歌：花海咲季（長月あおい） feat.月村手毬（小鹿なお）
7. 古今東西ちょちょいのちょい [長野県ver.]
歌：倉本千奈（伊藤舞音） feat.篠澤広（川村玲奈）
8. 古今東西ちょちょいのちょい [岐阜県ver.]
歌：有村麻央（七瀬つむぎ） feat.姫崎莉波（薄井友里）
9. 古今東西ちょちょいのちょい [静岡県ver.]
歌：篠澤広（川村玲奈） feat.月村手毬（小鹿なお）
10. 古今東西ちょちょいのちょい [愛知県ver.]
歌：葛城リーリヤ（花岩香奈） feat.花海咲季（長月あおい）
11. 古今東西ちょちょいのちょい [Instrumental]

## 「近畿地方盤」
収録曲
1. 古今東西ちょちょいのちょい [花海咲季・月村手毬・藤田ことね ver.]
2. 古今東西ちょちょいのちょい [京都府ver.]
歌：花海咲季（長月あおい） feat.紫雲清夏（湊みや）
3. 古今東西ちょちょいのちょい [大阪府ver.]
歌：藤田ことね（飯田ヒカル） feat.月村手毬（小鹿なお）
4. 古今東西ちょちょいのちょい [三重県ver.]
歌：有村麻央（七瀬つむぎ） feat.葛城リーリヤ（花岩香奈）
5. 古今東西ちょちょいのちょい [滋賀県ver.]
歌：姫崎莉波（薄井友里） feat.紫雲清夏（湊みや）
6. 古今東西ちょちょいのちょい [兵庫県ver.]
歌：葛城リーリヤ（花岩香奈） feat.月村手毬（小鹿なお）
7. 古今東西ちょちょいのちょい [奈良県ver.]
歌：篠澤広（川村玲奈） feat.姫崎莉波（薄井友里）
8. 古今東西ちょちょいのちょい [和歌山県ver.]
歌：倉本千奈（伊藤舞音）  feat.篠澤広（川村玲奈）
9. 古今東西ちょちょいのちょい [Instrumental]

## 「中国+四国地方盤」
収録曲
1. 古今東西ちょちょいのちょい [花海咲季・月村手毬・藤田ことね ver.]
2. 古今東西ちょちょいのちょい [鳥取県ver.]
歌：姫崎莉波（薄井友里） feat.藤田ことね（飯田ヒカル）
3. 古今東西ちょちょいのちょい [島根県ver.]
歌：月村手毬（小鹿なお） feat.紫雲清夏（湊みや）
4. 古今東西ちょちょいのちょい [岡山県ver.]
歌：倉本千奈（伊藤舞音） feat.葛城リーリヤ（花岩香奈）
5. 古今東西ちょちょいのちょい [広島県ver.]
歌：葛城リーリヤ（花岩香奈） feat.紫雲清夏（湊みや）
6. 古今東西ちょちょいのちょい [山口県ver.]
歌：有村麻央（七瀬つむぎ） feat.月村手毬（小鹿なお）
7. 古今東西ちょちょいのちょい [徳島県ver.]
歌：紫雲清夏（湊みや） feat.藤田ことね（飯田ヒカル）
8. 古今東西ちょちょいのちょい [香川県ver.]
歌：花海咲季（長月あおい） feat. 篠澤広（川村玲奈）
9. 古今東西ちょちょいのちょい [愛媛県ver.]
歌：篠澤広（川村玲奈） feat.紫雲清夏（湊みや）
10. 古今東西ちょちょいのちょい [高知県ver.]
歌：藤田ことね（飯田ヒカル） feat.花海咲季（長月あおい）
11. 古今東西ちょちょいのちょい [Instrumental]

## 「九州+沖縄地方盤」
収録曲
1. 古今東西ちょちょいのちょい [花海咲季・月村手毬・藤田ことね ver.]
2. 古今東西ちょちょいのちょい [福岡県ver.]
歌：花海咲季（長月あおい） feat.姫崎莉波（薄井友里）
3. 古今東西ちょちょいのちょい [佐賀県ver.]
歌：葛城リーリヤ（花岩香奈） feat.藤田ことね（飯田ヒカル）
4. 古今東西ちょちょいのちょい [長崎県ver.]
歌：藤田ことね（飯田ヒカル） feat.有村麻央（七瀬つむぎ）
5. 古今東西ちょちょいのちょい [大分県ver.]
歌：篠澤広（川村玲奈） feat.花海咲季（長月あおい）
6. 古今東西ちょちょいのちょい [熊本県ver.]
歌：有村麻央（七瀬つむぎ） feat.藤田ことね（飯田ヒカル）
7. 古今東西ちょちょいのちょい [宮崎県ver.]
歌：月村手毬（小鹿なお） feat.倉本千奈（伊藤舞音）
8. 古今東西ちょちょいのちょい [鹿児島県ver.]
歌：紫雲清夏（湊みや） feat.姫崎莉波（薄井友里）
9. 古今東西ちょちょいのちょい [沖縄県ver.]
歌：倉本千奈（伊藤舞音） feat.姫崎莉波（薄井友里）
10. 古今東西ちょちょいのちょい [Instrumental]